# Benjamin Britten (Rose)
Die Rosensorte ‘Benjamin Britten’ (syn. ‘AUSencart’) ist eine intensiv rot gefärbte, öfterblühende Strauchrose, die von David Austin 1992 gezüchtet und 2001 in Großbritannien eingeführt wurde. ‘Benjamin Britten’ gehört zur Leander-Hybride-Untergruppe der Englischen Rosen. Gezüchtet wurde die Rose aus der apricotfarbenen Strauchrose ‘Charles Austin’ (‘AUSfather’) und einem Sämling.

## Ausbildung
Die dichte, aufrecht wachsende Rose bildet einen kompakten kräftigen Strauch mit langen Trieben aus. In wärmeren Klimaten lässt sie sich zu einer kräftig wachsenden Kletterrose ziehen. Die Rosenpflanze wird in unseren Breitengraden etwa 125 cm hoch und 100 cm breit. Die einzeln, mitunter auch in kleinen Büscheln angeordneten Blüten aus ungefähr 40 schwach gebogenen Petalen bilden eine große schalenförmige Blüte aus, die sich allmählich zu einer schalenförmigen Rosette öffnet. Die locker gefüllten Blüten sind 10 bis 12 cm groß und etwas regenanfällig.
‘Benjamin Britten’ hat eine für Englische Rosen ungewöhnlichen Farbe: Die jungen Blüten erscheinen in einem dunkellachsfarbenen Rot, das sich später zu einem intensiven Orangerot entwickelt. Die Rose besitzt längliche, mittelgrüne, matte Blätter und zeichnet sich durch einen langanhaltenden und intensiven fruchtigen Duft nach Bonbons, Birnen und Weinbeeren aus. Die remontierende Rosensorte ist winterhart (USDA-Klimazone 6b bis 9b). Sie blüht anhaltend vom Sommer bis in den Herbst und ist resistent gegenüber den bekannten Rosenkrankheiten. Die kräftig gefärbte Rose eignet sich als Kontrastbepflanzung von Blumenrabatten, Bauerngärten und als Solitärstrauch. ‘Benjamin Britten’ findet auch Verwendung in der Floristik – besonders in natürlichen Blumenarrangements.
Die Rosensorte wird in zahlreichen Rosarien und Gärten der Welt, unter anderem im Denver Botanic Garden, im Rosaholic's Southern California Garden, im Rosarium Petrović, im Rosarium Winschoten, im Victoria State Rose Garden und im Europa-Rosarium Sangerhausen gezeigt.

## Züchtung
1992 wählte David Austin als Elternsorte die von ihm 1973 gezüchtete ‘Charles Austin’ aus und kreuzte sie mit Pollen eines unbenannten Sämlings. Die so erzeugten Samen wurden im Januar 1993 ausgesät. Aus dieser Sämlingspopulation wurde ein Keimling auserwählt, aus dem sechs Knospen auf den ‘Laxa’-Wurzelstock gepfropft wurden. Der als ‘Ausencart’ benannte Sämling wurde weiter getestet und 1995 für die weitere Vervielfältigung ausgewählt.

## Namensgebung
Die Rose wurde nach dem englischen Pianisten und Komponisten Benjamin Britten benannt.

## Auszeichnungen
- Beste Kletterrose: Certificate of Merit, Australian National Rose Trials (2005)